# KK Cedevita Olimpija
Košarkarski klub Cedevita Olimpija (tudi KK Cedevita Olimpija ali Cedevita Olimpija) je slovenski košarkarski klub iz Ljubljane, ki je nastal leta 2019 z združitvijo KK Petrol Olimpija in hrvaškega kluba KK Cedevita, kar je prvi primer združitve klubov iz različnih držav. Z združitvijo si je klub pridobil pravico do preteklih lovorik obeh klubov. Nastopa v slovenski ligi, Jadranski ligi in evropskem pokalu. Prvi trener kluba je bil Slaven Rimac, aktualni trener pa je Zvezdan Mitrović.

## Lovorike
Naštete so lovorike kluba od združitve KK Petrol in KK Cedevita dalje.
- Prvaki slovenske lige (5): 2021, 2022, 2023, 2024, 2025
- Zmagovalci slovenskega pokala (4): 2022, 2023, 2024, 2025
- Zmagovalci slovenskega superpokala (5): 2020, 2021, 2022, 2023, 2024

## Trenutna postava
Moštvo trenutno nastopa v sledeči zasedbi:

### Organizator igre
- Matic Rebec ( Slovenija)
- Yogi Ferrel ( ZDA)
- Lovro Gnjidić ( Hrvaška)

### Branilec
- Rok Radović ( Slovenija)
- Josh Adams ( ZDA)

### Krilo
- Marko Jeremić ( Srbija)
- Edo Murić ( Slovenija)
- Mirko Mulalić ( Slovenija)
- Devin Robinson ( ZDA)

### Krilni center
- Amar Alibegović ( Bosna in Hercegovina)
- Jan Kosi ( Slovenija)
- Marko Radovanović ( Srbija)

### Center
- Karlo Matković ( Hrvaška)
- Alen Omić ( Slovenija,  Bosna in Hercegovina)
- Blaž Habot ( Slovenija)

###### Stokovni štab
| Pozicija          | Ime                     | Državljanstvo |
| ----------------- | ----------------------- | ------------- |
| Trener            | Zoran Martić (neuradno) |               |
| Pomočnik trenerja | Miro Alilović           | Slovenija     |
| Pomočnik trenerja | Bine Komac              | Slovenija     |

| Pozicija          | Ime             | Državljanstvo |
| ----------------- | --------------- | ------------- |
| Pomočnik trenerja | Jan Šentjurc    | Slovenija     |
| Vodja ekipe       | Matko Jovanović | Hrvaška       |

###### Zdravniška služba
| Pozicija                         | Ime              | Državljanstvo |
| -------------------------------- | ---------------- | ------------- |
| Fizioterapevt                    | Rok Žagar        | Slovenija     |
| Trener za telesno pripravljenost | Filip Ujaković   | Slovenija     |
| Fizioterapevt                    | Borut Černilogar | Slovenija     |